# Pantallone vízibusz (Velence)
A velencei Pantallone jelzésű vízibusz a San Marco Giardinetti megállótól induló belvárosi körjárat a Velencei karnevál idején. A viszonylatot az ACTV üzemelteti.

## Története
A járat évek óta ugyanazon a vonalon, a karnevál idején szolgálja ki az utazóközönséget. A járat rásegítő járatként közlekedik csak egy irányban, kora délutántól estig.

## Megállóhelyei
| sz. | idő (perc) | megállóhely neve             | átszállási kapcsolatok                                                                            | látnivalók                                                                                        |
| --- | ---------- | ---------------------------- | ------------------------------------------------------------------------------------------------- | ------------------------------------------------------------------------------------------------- |
| 0   | 0          | San Marco Giardinetti        | 1, 2, 10, N, Alilaguna A, Alilaguna B, Arlecchino                                                 | Szent Márk tér, Dózsepalota, Harry's Bar, Palazzo Giustinian, Palazzo Tiepolo                     |
| 1   | 5          | Accademia                    | 1, 2, N, Arlecchino                                                                               | Accademia, Palazzo Contarini Zaffo, Palazzo degli Scrigni, Palazzo Cini, Palazzo Venier dei Leoni |
| 2   | 7          | San Samuele                  | 2, N, Arlecchino                                                                                  | San Samuele, Palazzo Grassi                                                                       |
| 3   | 15         | Rialto                       | 1, 2, N, Alilaguna A, Arlecchino                                                                  | Rialto, Fondaco dei Tedeschi                                                                      |
| 4   | 25         | Ferrovia (Scalzi)            | 1, 2, 3, 4.1, 4.2, 5.1, 5.2, N, Arlecchino, Brighella, Olasz Államvasutak                         | Scalzi                                                                                            |
| 5   | 29         | Piazzale Roma (Santa Chiara) | 1, 2, 3, 4.1, 4.2, 5.1, 5.2, 6, N, Arlecchino, Brighella, mestrei buszok, People Mover di Venezia |                                                                                                   |
| 6   | 37         | Tronchetto Mercato           | 2, N, Arlecchino, Brighella                                                                       | – Piac                                                                                            |
| 7   | 39         | Tronchetto                   | 2, N, Arlecchino, Brighella, Carnevale all’Arsenale (CA)                                          |                                                                                                   |
| 8   | 52         | Zattere                      | 2, 5.1, 5.2, 6, 16, N, Alilaguna B                                                                | Zattere, Gesuati, Santa Maria della Visitazione                                                   |
| 9   | 60         | San Marco Giardinetti        | 1, 2, 10, N, Alilaguna A, Alilaguna B, Arlecchino                                                 | Szent Márk tér, Dózse-palota, Harry's Bar, Palazzo Giustinian, Palazzo Tiepolo                    |

Megjegyzés: A dőlttel szedett járatszámok időszakos (karneváli) járatokat jelölnek.